# NGC 5053
NGC 5053 (również GCL 23) – gromada kulista znajdująca się w gwiazdozbiorze Warkocza Bereniki. Jest położona w odległości 56,8 tys. lat świetlnych od Słońca i 58,1 tys. lat świetlnych od centrum Galaktyki. Została odkryta 14 marca 1784 roku przez Williama Herschela. Jej najjaśniejsze gwiazdy mają wielkość gwiazdową 13,8m.